# Празнина (астрономия)
Космическите празнини са обширни пространства между галактичните нишки (най-големите структури във вселената), съдържащи много малко или николко галактики. Празнините обикновено имат диаметър от 10 до 100 мегапарсека. Особено големите празнини, където липсват свръхкупове, понякога се наричат свръхпразнини. Те имат по-малко от 1/10 от средната плътност на материята, която се счита за типична за видимата вселена. Открити са през 1978 г. в хода на проучване на Стивън Грегъри и Лерд Томпсън в националната обсерватория Кит Пийк.
За празнините се смята, че са се образували вследствие на барионни акустични трептения по време на Големия взрив – сривове в масата, последвани от имплозии на сгъстената барионна материя. Започвайки от първоначално малки анизотропии от квантови флуктуации в ранната вселена, анизотропиите нарастват по мащаб с течение на времето. Регионите с по-голяма плътност се сриват по-бързо под въздействието на гравитация, което накрая води до едромащабната пянообразна структура на „космическата мрежа“ от празнини и галактични нишки, която се наблюдава днес. Празнините, разположени в среда на висока плътност, са по-малки от празнините, намиращи се в пространства с ниска плътност.
Празнините имат корелация с наблюдаваната температура на реликтовото излъчване, вследствие ефекта на Сакс-Волф. По-студените региони съответстват на празнини, а по-топлите региони съответстват на нишки. Докато ефекта на Сакс-Волф е значителен само, ако във вселената преобладава излъчване или тъмна енергия, съществуването на празнини е от значение при предоставянето на физически доказателства за тъмната енергия.

## Едромащабна структура
Структурата на вселената може да се раздели на компоненти, които могат да помогнат за описването на характеристиките на индивидуални региони в космоса. Това са основните структурни елементи на космическата мрежа:
- Празнини – обширни и като цяло сферични[5] региони с много ниска средна космическа плътност, до 100 Mpc в диаметър.[6]
- Стени – региони, съдържащи типичната средна космическа плътност. Стените могат да се разложат на два по-малки вида структури:
  - Купове – зони с висока концентрация, където стените се срещат и пресичат.
  - Нишки – разклоненията на стените, които се разпростират на десетки мегапарсеци разстояние.[7]

Празнините имат средна плътност, която е по-малка от една десета от средната плътност на вселената. Това служи за официално определение, макар да няма едно-единствено прието определение за това какво представляват празнините. Стойността на плътността на материята, която се използва за описване на средната космическа плътност, обикновено се базира на съотношението на броя галактики към единица обем, вместо общата маса на материята в единица обем.

## История
Космическите празнини стават обект на изследване в астрофизиката през средата на 1970-те години, когато изследванията чрез червено отместване стават по-популярни и водят два отделни екипа астрофизици през 1978 г. до идентифицирането на свръхкуповете и празнините в разпределението на галактиките в голям регион от космоса. Новите проучвания, използващи червено отместване, са революция в областта на астрономията, защото добавят дълбочина към двуизмерните карти на космологичната структура, които често са плътно запълнени и припокриващи се, като така се заражда триизмерното картографиране на вселената. През 1978 г. са публикувани първите два документа, касаещи космически празнини, намерени на преден план пред куповете Coma/A1367. През 1981 г. е открита голяма празнина в региона на съзвездието Воловар, която е близо 50 h−1 Mpc в диаметър (по-късно изчислена на 34 h−1 Mpc в диаметър).

## Методи за откриване
Съществуват няколко начина за откриване на космически празнини от резултатите на едромащабни изследвания на вселената. Практически всички различни алгоритми могат да бъдат разделени на три общи категории. Първата категория се състои от търсачки, които наблюдават за празни региони в космоса, базирайки се на локалната плътност на галактиките. Втората категория са тези, които се опитват да намерят празнини чрез геометрични структури в разпределението на тъмната материя. Третата категория се състои от търсачки, които идентифицират структури динамично, използвайки гравитационно нестабилни точки в разпределението на тъмната материя.

## Значение
Празнините са допринесли значително за съвременното разбиране на космоса, като хвърлят светлина върху тъмната енергия и подобряват и ограничават моделите на космологична еволюция.

### Тъмна енергия
Едновременното съществуване на най-големите познати празнини и галактични купове се нуждае от около 70% от тъмната енергия в днешната вселена. Празнините играят ролята на мехурчета във вселената, които са чувствителни към промени в космологичния фон. Това означава, че еволюцията на формата на дадена празнина отчасти се дължи на разширяването на вселената. Тъй като се смята, че това ускорение се дължи на тъмната енергия, изучаването на промените във формата на дадена празнина за даден период от време може да предостави по-точно уравнение на състоянието за тъмната енергия.

### Образуване на галактики и еволюционни модели
Космическите празнини съдържат смесица от галактики и материя, която е малко по-различна от другите региони във вселената. Тази уникална смесица поддържа диагонално образуване на галактики, което е предсказано от Гаусовите адиабатни модели със студена тъмна материя. Този феномен предоставя възможност за променяне на съотношението морфология-плътност, което дава несъответствия в тези празнини. Такива наблюдения могат да помогнат за откриването на нови аспекти за това как се образуват и еволюират галактиките в голям мащаб. В по-малък мащаб, галактиките, които се намират в празнини, имат различни морфологични и спектрални свойства от тези, които се намират в стени. Една от установените характеристики е, че празнините съдържат значително по-голяма част звездородни галактики от млади горещи звезди в сравнение с галактиките в галактичните стени.

### Аномалии в анизотропията
Студените петна в реликтовото излъчване, като например реликтовото студено петно, вероятно могат да се обяснят от изключително голяма космическа празнина, която има радиус от ~120 Mpc, стига последния интегриран ефект на Сакс-Волф да се вземе предвид във възможното решение. Аномалиите в реликтовото излъчване днес потенциално се обясняват чрез съществуването на големи празнини, намиращи се по линията на видимост, на която лежат студените петна.

### Ускоряващо се разширение на вселената
Макар тъмната енергия към момента да е най-популярното обяснение за ускорението на разширението на вселената, друга теория уточнява възможността галактиката ни да е част от много голяма космическа празнина с не толкова малка плътност. Според тази теория, такава среда може сама по себе си да доведе до нуждата от тъмна енергия за решаване на проблема с наблюдаваното ускорение. Докато се получават още данни по темата, шансовете за именно такова решение на текущата интерпретация на стандартния модел намаляват, но все още не са елиминирани напълно.

### Гравитационни теории
Изобилието от празнини, особено в комбинация с изобилието от галактични купове, е обещаващ метод за прецизни тестове на отклонения от общата теория на относителността в голям мащаб и в региони с ниска плътност.
Вътрешните части на празнини често се влияят от космологични параметри, които се различават от тези в познатата вселена. Именно поради тази уникална черта космическите празнини карат големите лаборатории да изучават въздействието на гравитационните купове и скоростта на нарастване върху местните галактики и структура, когато космологичните параметри имат различни стойности от обкръжаващата вселена. Наблюденията, че по-големите празнини по-често остават в линеен режим, докато повечето структури в тях проявяват симетрична симетрия в среда с по-малка плътност означават, че намалената плътност води до почти пренебрежими гравитационни взаимодействия между частиците, които иначе биха се случили в регион с нормална галактична плътност. Опитните модели за празнини могат да се съставят с много висока точност. Космологичните параметри, които се различават в празнините са Ωm, ΩΛ и H0.